# Araphura higginsi
Araphura higginsi är en kräftdjursart som beskrevs av Jürgen Sieg och Masahiro Dojiri 1989. Araphura higginsi ingår i släktet Araphura och familjen Tanaellidae. Inga underarter finns listade i Catalogue of Life.